# Martirio (cristianesimo)
(Tertulliano, De Pudicitia, 22.)
Il martirio nel cristianesimo è la condizione che il seguace (martire, dal greco μάρτυς, cioè «testimone») subisce per difendere la propria fede in Cristo o per difendere la vita di altri cristiani.

## Storia
Nella storia delle origini del cristianesimo i martiri cristiani venivano torturati o uccisi tramite lapidazione, crocifissione e morte sul rogo. All'inizio il martirio nel cristianesimo indicava la sopportazione di sacrifici, stenti e privazioni fisiche per onorare Dio, ma in seguito il termine venne applicato per indicare quasi esclusivamente i cristiani che venivano uccisi per la loro fede. I primi martiri cristiani in assoluto furono gli apostoli di Gesù, fatta eccezione per Giovanni, che morì in esilio. 
Il periodo del cristianesimo primitivo precedente al regno di Costantino viene considerato "l'era dei martiri".
Secondo il catechismo cattolico la figura del martire è antitetica a quella dell'apostata, di colui cioè che ha tradito la fede. I martiri sono onorati come santi o beati e mediante preghiere, funzioni e celebrazioni eucaristiche, se ne commemora il dies mortis o il giorno della morte. Questo culto dei martiri è una delle forme di espressione privata e pubblica della fede cristiana, radicata già nelle prime comunità che dovevano confrontare le loro nuove dottrine prima con la tradizione giudaica e quindi con quella imperiale romana.

## Teologia

### Antico Testamento
La vicenda di Azaria, Anania e Misaele, narrata in Daniele (cap. 3), è il primo caso di tentato martirio nella Bibbia. Grazie all'angelo, i tre non bruciano nel rogo, e Nabucodonosor, re di Babilonia, li pone a capo di tre province.

### Nuovo Testamento
Aspetti teologici e dottrinali del martirio cristiano sono contenuti direttamente negli Atti degli Apostoli e ineriscono al rapporto tra sacrificio e messianicità di Cristo. Il primo martire del Cristianesimo è considerato Stefano, detto appunto il Protomartire. È anche l'unico martire la cui passio sia stata narrata dettagliatamente in un libro canonico, gli Atti degli apostoli. Anche san Giovanni Battista è spesso considerato martire, ma prima della morte di Cristo, quindi prima del suo sacrificio e della sua risurrezione, dando vita ad un dibattito teologico abbastanza ampio. A partire dall'esempio di Stefano, numerosi sono stati i martiri in nome di Cristo, ma un senso di elezione distingue i primi martiri: Stefano stesso fu scelto dai dodici apostoli, insieme ad altri sei, come diacono, perché si occupasse della ripartizione dei viveri nelle comunità.
In particolare, il martirio di Stefano si configura come nuova testimonianza di fede, diversamente alla tradizione giudaica veterotestamentaria, perché si perpetua sull'esempio della morte di Gesù Cristo sulla Croce e sulla nuova interpretazione messianica della dottrina figlio dell'uomo: Stefano in punto di morte è infatti testimone non solo del Padre, ma anche del Figlio dell'Uomo. La stessa riproposizione delle ultime parole di Gesù riportate da Luca (23,34.46) nel martirio di Stefano evidenziano la traslazione avvenuta: Stefano, infatti, le rivolge a Gesù. 
(Atti, 7-56)
Secondo gli Atti, Stefano fu lapidato dai Giudei che non riconobbero la sua testimonianza. Il cristiano sosteneva infatti che Gesù era l'unico e ultimo Messia: così come Mosè condusse definitivamente gli Ebrei fuori dall'Egitto, il messaggio cristiano avrebbe dovuto condurre i seguaci verso una nuova legge e un nuovo regno, non più terreno, ma celeste. Ciò forniva valenza teologica al martirio cristiano inteso come sacrificio, oltre che testimonianza, in contrapposizione ai martiri giudaici precedenti il Vangelo che difendevano l'identità religiosa e politica di Israele annunciando non l'unicità del messia arrivato, ma il messia a venire.

#### Il rapporto con l'Impero romano
Secondo gli Atti, i sacerdoti ebrei, nel periodo tra il ritorno a Roma di Pilato e l'arrivo del nuovo governatore della Palestina, attuarono una serie di politiche volte a condannare e perseguitare i sostenitori della fede cristiana: gli Atti degli Apostoli riportano quindi il martirio di Giacomo di Zebedeo, uno degli apostoli. È la prima testimonianza di una contrapposizione fra potere costituito e cristiani, e questi ultimi risultano vittime.
Dopo le prime persecuzioni, gli imperatori, al fine di contrastare la dilagante diffusione della fede cristiana, emanarono una serie di provvedimenti volti a perseguitare e punire le espressioni delle prime chiese. Così, i culti pagani venivano per la prima volta imposti e combattute le sette giudaizzanti dell'Impero: il Vangelo diveniva testimonianza di fede anche contro la tradizione romana. Le prime comunità identificarono la lotta ai soprusi pagani come espressione di fede, e si raccolsero attorno al ricordo dei martiri con celebrazioni eucaristiche.
Nel caso in cui durante un processo i cristiani rinunciassero alla propria appartenenza alla chiesa, venivano definiti lapsi, in contrapposizione ai martiri che, al contrario, non si riconvertivano al paganesimo nemmeno in punto di morte.
Dal concetto di martire, in epoca successiva alle persecuzioni, si è evoluto il concetto di santo. Ancora adesso l'elenco di tutti i santi canonizzati è detto martirologio.

#### Evoluzione teologica
Nella visione di certi ambiti del cristianesimo dei primi secoli il martirio era una eventualità da considerare all'interno della propria fede. Per i primi cristiani dare la propria vita per Cristo era l'unico modo possibile per contraccambiare il dono di Cristo che aveva dato la propria vita per loro. Sant'Ignazio di Antiochia arriva ad implorare gli altri cristiani a non intercedere presso l'imperatore per salvargli la vita, ma a consentire che egli venisse messo a morte. In molte passio il martire va spontaneamente al sacrificio anche avendo la possibilità di evitarlo.
Col termine delle persecuzioni, la ricerca del martirio come dimostrazione di fede tende a diminuire, sostituita dalla ricerca della santità. Ancora di San Martino (IV secolo) però, primo non martire ad essere considerato santo, si dice, nell'Ufficio composto per la sua festa, "Anima beata, se la spada non ti ha colpito non hai perso la gloria del martirio", quasi a scusare il fatto che non sia stato martirizzato.
Nel calendario liturgico, il cattolicesimo in particolare, fa rivivere le storie dei martiri ai propri fedeli. Il martirologio è pieno di figure di santi martiri di tutte le epoche: sono considerati martiri fra gli altri San Giovanni de Brébeuf e i compagni martiri canadesi, gesuiti uccisi dagli Irochesi nel XVII secolo, sant'Andrea Dung-Lac e i vietnamiti (XIX secolo), san Paolo Miki, santa Teresa Benedetta della Croce (Edith Stein) e Massimiliano Maria Kolbe, morti nei lager nazisti. Esiste quindi nella storia del cristianesimo una professione di fede espressa dai fedeli mediante il loro sacrificio.

## Tipologie di martirio
Nel cattolicesimo vengono individuati tre tipi di martirio:
- il martirio bianco;
- il martirio verde;
- il martirio rosso.

Il martirio bianco consiste nell'abbandono di tutto ciò che un uomo ama a causa di Dio.
Il martirio verde consiste nel liberarsi per mezzo del digiuno e della fatica dai propri desideri malvagi, o nel soffrire angustie di penitenza e conversione.
Il martirio rosso consiste nel sopportare la Croce o la morte a causa di Gesù Cristo (Omelia irlandese del VII secolo).
Il martirio rosso venne spesso considerato in passato il battesimo purificatore di ogni peccato: subendo il martirio la santità era assicurata, non potendo più peccare. Per tale ragione il martirio nell'antichità era non solo accettato, ma addirittura ricercato, specie negli ambienti impregnati di gnosticismo.
Rimasto famoso in ambito di fede nel cristianesimo durante le persecuzioni iniziate da Nerone, il martirio era visto come una rinascita in Cristo piuttosto che come una morte. I martiri si rifiutavano di abiurare la propria religione: il fatto che cristiani, ad esempio, non partecipassero a feste pagane e non offrissero sacrifici, interrompendo questi rituali apotropaici, per l'Impero romano determinava la rottura della pax deorum e quindi una grave offesa agli "dei".
La morte in martirio di un cristiano viene considerata un "battesimo nel sangue", nel senso di una purificazione totale dell'anima, simile all'effetto del battesimo in acqua. Tradizionalmente, il martirio è considerato valido per l'ingresso nella Chiesa, anche in assenza del battesimo. In base a Giovanni 15,13 ("Non c'è amore più grande che dare la vita per il prossimo"), si ritiene che il sacrificio della vita per non rinnegare la fede in Gesù Cristo davanti agli uomini sia un merito di salvezza tale da guadagnare da Dio il perdono di tutti i peccati in precedenza commessi. Secondo tale concezione diffusa, il perdono comprende l'eredità del peccato originale, che è cancellata mediante il sacramento del battesimo.
La testimonianza di amore era intesa non solo come fedeltà a Dio, ma anche come beneficio degli altri credenti e non credenti, anche per gli eventi soprannaturali riferiti dalle Vite dei Santi riguardo alla loro sorte finale. La prima traccia biblica è il mancato martirio dei santi Azaria, Anania e Misaele, forti della presenza invisibile e incorporea dell'angelo inviato da Dio. A questi la tradizione agiografica ha altrove più volte attribuito l'intercessione del miracolo, del fallimento inspiegabile a seguito di ripetuti tentativi umani di procurare la morte (es. San Giorgio). All'angelo, talora identificato con Michele arcangelo, in quanto partecipe della comunione dei santi, la Chiesa riconosce gli stessi carismi dello Spirito Santo donati da Gesù agli apostoli: esorcizzare i demoni e rimettere i peccati. L'angelo vive e permane nella comunione dei santi anche durante l'intervento terreno, restando partecipe dei doni divini quanto o più di qualsiasi essere umano consacrato.

## Analisi
Nella tradizione storiografica occidentale la questione dei martiri ha spesso acceso dibattiti mai risolti in posizioni univoche. Dopo il Concilio di Trento, alcune disposizioni pontificie promossero una revisione del martirologio romano, il libro con l'elenco di tutti i martiri e le passiones relative. In alcuni casi vi furono indagini sulle date, epurazione di informazioni ritenute ambigue o spurie, rimozione di alcune evidenti tracce di culti pagani che il culto dei martiri conservava, per cui la storiografia moderna ha poi sostenuto la tesi della "cristianizzazione passiva" dei pagani, diretta a sovrapporre le posizioni cristiane a quelle pagane senza mutare tradizioni e festività.